# Hermínio Calvinho
Hermínio Calvinho Filho, mais conhecido como Hermínio Calvinho, (Belém, 6 de janeiro de 1939) foi um advogado e político brasileiro, outrora vice-governador do Pará.

## Dados biográficos
Filho de Hermínio Calvinho e Honorina Guerreiro Calvinho. Servidor da Marinha Mercante Brasileira, foi escrevente de navios e depois chefe de contabilidade no Serviço de Navegação na Amazônia e Administração do Porto do Pará (SNAPP). Anos depois foi a São Paulo onde graduou-se no curso de aperfeiçoamento em contabilidade pública na Fundação Faria Lima em 1980, formando-se advogado na Universidade da Amazônia em 1984.
Sua carreira política começou no MDB, legenda na qual elegeu-se vereador em Belém em 1966, 1972 e 1976. Nesse ínterim, Álvaro Paz do Nascimento foi candidato a senador em 1974 tendo Hermínio Calvinho como suplente e este foi candidato a deputado estadual em 1978, mas não logrou êxito nessas empreitadas. Restaurado o pluripartidarismo no governo do presidente João Figueiredo em 1980, ingressou no PMDB, sendo eleito deputado estadual em 1982. Nesta condição votou em Tancredo Neves no Colégio Eleitoral em 1985 como delegado da Assembleia Legislativa do Pará e nesse mesmo ano tornou-se presidente do legislativo estadual. Eleito vice-governador na chapa de Hélio Gueiros em 1986 e deputado federal em 1990, votou a favor do impeachment de Fernando Collor em 1992. Nos anos seguintes candidatou-se a deputado federal e deputado estadual, chegou até a migrar para o PTB, mas não se elegeu. Durante a administração de Duciomar Costa na prefeitura de Belém, chefiou a Divisão de Eixos da Secretaria Municipal de Economia.